# جيمس ألين تايلور
جيمس ألين تايلور (بالإنجليزية: James Allen Taylor)‏ هو عسكري أمريكي، ولد في 31 ديسمبر 1937 في أركاتا في الولايات المتحدة.